# Nafīr

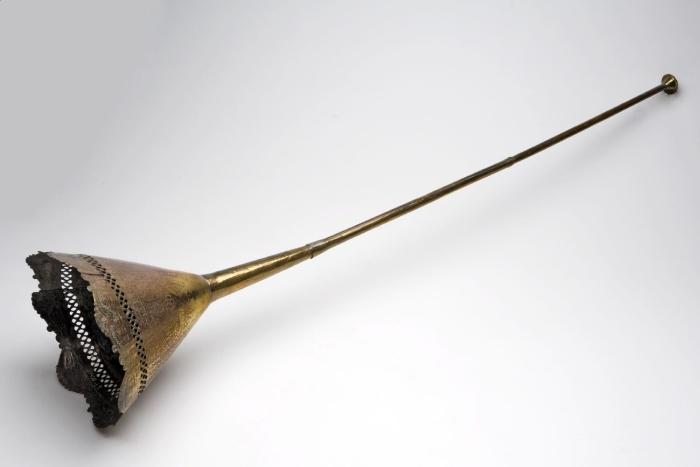
Nafīr från Marocko.

Nafīr, nefir eller nfīr är en ändblåst trumpet som består av en metallkon i flera delar som sätt samman och slutar i ett klockstycke. Denna typ av trumpet har använts i europeisk, asiatisk och afrikansk kultur från antiken till våra dagar som signalinstrument. Ett särskilt välbevarat exemplar återfanns i Tutankhamuns grav och finns på Egyptiska museet i Kairo.
Den arabiska termen nafīr kopplas till länder med islamsk tradition i Asien och Afrika. Den kan översättas med ’trumpet’, ’pipa’, ’flöjt’, ’ljud’ eller ’oväsen’, men även ’människor på flykt’ eller ’en grupp människor med krigsliknande eller politiska avsikter’.
Nafīr används företrädesvis som ett militärt instrument för att sända signaler med, men i Marocko används den också för att signalera tiden under fastemånaden Ramadan. Den användes förr också i samband med fester vid hovet.
På modern turkiska betyder nafīr ’trumpet’, ’horn’ eller ’stridssignal’. Det turkiska ordet för trumpetare är nafīrchī, medan nafīr-nāma betyder ’order för truppen att samlas’. Tidiga turkiska militärorkestrar använde bara den raka trumpeten, nafīr. Senare orkestrar använde den böjda trumpeten boru, som kan översättas med ’trumpet’, ’signahorn’ eller ’signal’.
Den böjda trumpeten är en europeisk utveckling av den raka, som sedan upptagits i österländska kulturer. Från 1300-talet började nya former av böjda trumpeter användas i Europa och dessa kom att tränga ut de raka också i den islamiska kulturen.